# Bitoma pinicola
Bitoma pinicola är en skalbaggsart som beskrevs av Schaeffer 1907. Bitoma pinicola ingår i släktet Bitoma och familjen barkbaggar. Inga underarter finns listade i Catalogue of Life.